# 多羅希夫卡 (科諾托普區)
多羅希夫卡（烏克蘭語：Дорошівка）是位於烏克蘭東北部的村莊，由蘇梅州科諾托普區的新斯洛博達市鎮負責管轄。該村處於謝伊姆河右岸，距離里夫涅1公里，海拔高度136米，2001年人口8。